# Bermudy na Zimowych Igrzyskach Olimpijskich 2002
Bermudy na Zimowych Igrzyskach Olimpijskich 2002 reprezentował jeden zawodnik – tak jak w przed czterema laty do Salt Lake City pojechał saneczkarz Patrick Singleton, który był jednocześnie chorążym ekipy.

## Wyniki
Singleton zajął 37. miejsce w stawce 48 zawodników. Wygrał Włoch Armin Zöggeler.
| L.p. | zawodnik          | I przejazd (miejsce) | II przejazd (miejsce) | III przejazd (miejsce) | IV przejazd (miejsce) | czas     | strata |
| ---- | ----------------- | -------------------- | --------------------- | ---------------------- | --------------------- | -------- | ------ |
| 1.   | Armin Zöggeler    | 0:44,546 (1)         | 0:44,521 (2)          | 0:44,296 (2)           | 0:44,578 (1)          | 2:57,941 | —      |
| 37.  | Patrick Singleton | 0:47,015 (39)        | 0:48,690 (45)         | 0:45,769 (30)          | 0:46,298 (33)         | 3:07,772 | +9,831 |